# Confederación Española de Asociaciones de Atención a las Personas con Parálisis Cerebral
La Confederación Española de Asociaciones de Atención a las Personas con Parálisis Cerebral (ASPACE) en una agrupación sin ánimo de lucro y declarada de utilidad pública que acoge a las principales entidades de apoyo a los afectados y familiares de afectados por parálisis cerebral de España.
Forma parte del Comité Español de Representantes de Personas con Discapacidad (CERMI) como socio fundador.

## Organizaciones que forman ASPACE
Engloba a 70 entidades de todo el territorio español a las que representa pues ASPACE es interlocutor de la Administración Pública y de otros organismos nacionales e internacionales: Consejo Nacional de la Discapacidad (Ministerio de Trabajo y Asuntos Sociales de España), Comité Español de Representantes de Personas con Discapacidad (CERMI), Patronato de la Fundación ONCE, Foro de Atención Educativa a las Personas con Discapacidad (Ministerio de Educación y Cultura), Real Patronato sobre Discapacidad, International Cerebral Palsy Society (ICPS), Asociación Nacional de Centros de Educación Especial (ANCEE) y Comité Español para el Bienestar Social (CEBS).

## Asociaciones locales

### ASPACE Guipúzcoa
ASPACE Guipúzcoa se creó por la voluntad de un grupo de padres que trabajaron para lograr que niños/as afectados por parálisis cerebral y sus familias  recibieran un tratamiento ajustado a sus necesidades
En 1971 se celebró la primera Asamblea Constituyente de la Asociación y en 1977 se estableció un convenio de colaboración con la Caja de Ahorros Provincial de Guipúzcoa, actual Kutxabank. Este hecho le dio  el carácter de Obra Social  posibilitando la realización de los trabajos elaborados en su marco.
En 1982 el Departamento de Educación del Gobierno Vasco, presentó un Plan para la Educación Especial siendo  ASPACE la encargada de realizar las tareas de Centro Coordinador de Educación Especial en Guipúzcoa.
En el año 2001 se firmó con Diputación Foral de Guipúzcoa el primer convenio de colaboración para el mantenimiento de los centros de día de adultos.
En el año 2023 hay entre 15 y 20 y Centros de ASPACE diseminados por toda la provincia de Guipúzcoa.

### ASPACE Sevilla
ASPACE Sevilla es una asociación sin ánimo de lucro, declarada de utilidad pública, que desde sus inicios ha trabajado por mejorar la calidad de vida de las personas con parálisis cerebral y sus familias.
La asociación nace de la unión de un grupo de padres y familiares de personas con parálisis cerebral que deciden constituirse en asociación para mejorar la atención social y sanitaria que, por aquella época, recibían las personas con parálisis cerebral. Fruto de la labor de estos padres se funda el primer colegio público de educación especial para niños con parálisis cerebral, que desde 1996 pasó a ser asumido por la Junta de Andalucía.

### ASPACE Valladolid
Se trata de un grupo de padres y madres de personas afectadas con algún tipo de discapacidad cerebral que se unieron en 1999 con el objetivo de poder llevar una vida más fácil y sencilla gracias a los servicios que en el centro se ofrecen. Servicios como fisioterapia, hidroterapia, hipoterapia, respiro familiar, logopedia, residencia, etc. Esta asociación se financia de ayuda por parte de la Junta de Castilla y León, de la colaboración de socios y no socios con una cuota mensual de la cantidad deseada, la mínima son 4 euros.

## Objetivos
El objetivo fundamental de ASPACE es mejorar la vida de los afectados por parálisis cerebral y lograr su plena integración social, para conseguir la igualdad de oportunidades. Esto se articula en otras acciones:
- Defender la dignidad y los derechos de las personas con parálisis cerebral.
- Promover la constitución de federaciones, asociaciones y entidades en defensa del colectivo.
- Asesorar a los miembros en aspectos técnicos y legales relacionados con la discapacidad.
- Estudiar y difundir informaciones sobre los problemas asociados a la parálisis cerebral.
- Coordinar las asociaciones, federaciones y centros que forman una red nacional.
- Contribuir al desarrollo de normativas en materias que afecten a la parálisis cerebral y afines.
- Desarrollar e implantar actividades de ocio y tiempo libre, para mejorar la calidad de vida de este colectivo.

## Algunos datos sobre la parálisis cerebral
La parálisis cerebral es una discapacidad que afecta al 2,5 por mil de la población. En España existen 120 000 afectados y sigue aumentando el número de casos. Puede incidir en personas de cualquier condición y raza. Después de la vacunación de la poliomielitis,la parálisis cerebral es la causa más frecuente de discapacidades motoras en niños.
Un 70 % de los casos de parálisis cerebral se producen durante el embarazo, un 20 % en el momento del parto y un 10 % adicional durante los dos primeros años de vida. Las causas principales son los nacimientos prematuros y con bajo peso, la falta de oxígeno en el momento del parto, las placentas carentes de nutrientes, incompatibilidades sanguíneas, infecciones, etc.

## Premios y reconocimientos
- Mejores Ideas de la Sanidad 2009, en el apartado de Solidaridad y Mecenazgo.